# Ecionemia solida
Ecionemia solida är en svampdjursart som först beskrevs av Claude Lévi 1965.  Ecionemia solida ingår i släktet Ecionemia och familjen Ancorinidae.
Artens utbredningsområde är Eritrea. Inga underarter finns listade i Catalogue of Life.